# フェラ・マーラ
フェラ・マーラ (Фера Маала) は、マケドニア共和国北部チュチェル・サンデヴォ、ブラツェ南部の地区である。コソボ国境に近く、住人のほとんどはアルバニア人である。
「マーラ」とはマケドニア語で「近所」、あるいは単に「場所」という意味があり、フェラ・マーラは「フェラの場所」となる。